# Étienne Marcel
Vous lisez un « article de qualité » labellisé en 2007.
Pour les articles homonymes, voir Marcel et Étienne Marcel (homonymie).
Étienne Marcel, né entre 1302 et 1310 et mort à Paris le 31 juillet 1358, est prévôt des marchands de Paris sous le règne de Jean le Bon. Personnalité issue du grand patriciat urbain proche du pouvoir, il s'est illustré par la défense des petits artisans et compagnons qui forment le gros des classes dynamiques de l'économie citadine, et prend la tête d'un mouvement réformateur qui cherche à instaurer une monarchie française contrôlée en 1357, en affrontant le pouvoir royal exercé par le dauphin Charles, futur roi Charles V.
En tant que délégué du tiers état, il joue un rôle de premier plan au cours des états généraux successifs de 1355, 1356 et 1357 (qui devaient régler le paiement de la rançon du roi Jean).
Le conflit avec le roi devient une guerre civile ouverte, qui va tourner en faveur de ce dernier. Étienne Marcel est assassiné par les bourgeois parisiens qui lui reprochent d'être allé trop loin dans l'opposition à la monarchie et l'accusent d'avoir voulu livrer la ville aux Anglais.

## Contexte: la crise de la société féodale
Aux XIVe et XVe siècles, le système féodal est en crise car la noblesse et le clergé ne tiennent plus le rôle qui leur était initialement imparti dans une société à trois ordres. Les mutations économiques et culturelles font émerger au sein du tiers-état une bourgeoisie puissante, qui prend une place incontournable à tous les niveaux de la société.
Parallèlement, la hausse de la pression fiscale suscite des contestations croissantes de la part de la bourgeoisie, encouragées par l’exemple des cités flamandes, italiennes ou hanséatiques et l'affaiblissement du pouvoir royal dû à la crise de légitimité de la dynastie des Valois.

### Montée en puissance de la bourgeoisie
Depuis la renaissance de l’an mil où elle a fini de se structurer, la société médiévale a considérablement évolué. L’Europe a connu d'importants progrès techniques et artistiques, tandis que la population connaissait une forte croissance. Les villes se sont développées et connectées, favorisant l'apparition de nouvelles classes sociales qui tirent leurs revenus de l’artisanat et du commerce. Or le système féodal et religieux à trois ordres, instauré depuis le mouvement de la paix de Dieu, n'est adapté qu'à une société agricole et décentralisée : la noblesse protège les terres et rend la justice ; les religieux sont les guides spirituels de la communauté mais s’occupent aussi des œuvres sociales et contribuent à maintenir et à développer la culture ; les paysans assurent la fonction productrice. 

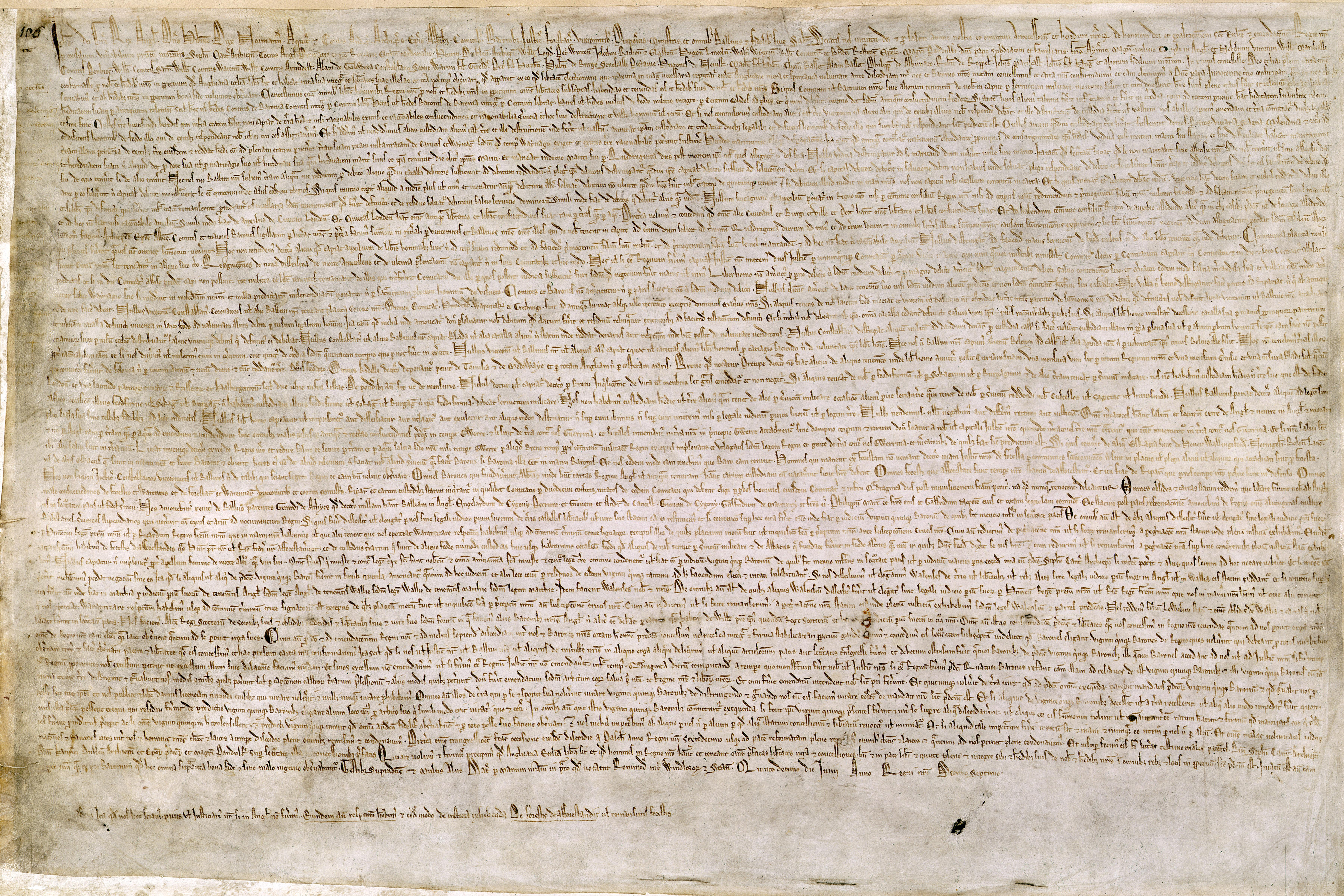
Grande Charte, copie de 1225.

À partir de la fin du XIIIe siècle, l’équilibre entre les trois ordres se rompt. Le développement des villes a nécessité la création d’un État centralisé rendant la justice, unifiant la monnaie et protégeant le pays des attaques éventuelles de royaumes capables de lever des armées importantes. Cet État a donc besoin de ressources importantes, d’autant que son autorité est fondée sur la redistribution de richesses vers ses vassaux. Le grand patriciat commerçant, qui possède des ressources financières très abondantes qu’il est en outre prêt à prêter aux princes et aux ecclésiastiques, devient donc un acteur incontournable.
Ne disposant pas d’une administration d'une taille suffisante et voulant limiter la puissance des grands féodaux, les rois capétiens délèguent aux bourgeois de plus en plus de pouvoirs politiques, fiscaux et judiciaires, créant de véritables zones franches aux grands carrefours commerciaux. La croissance des besoins juridiques a aussi rendu impossible leur gestion par les seuls rois et la grande noblesse, qui ont alors délégué une partie de leurs pouvoirs judiciaires à des parlements et autres cours de justice. À l’époque, les souverains ont enfin pris l’habitude de faire prélever les taxes par le truchement de riches particuliers qui leur cèdent le montant souhaité et se remboursent le prix de la collecte en gardant une partie des impôts pour leur compte, ce qui leur assure de confortables bénéfices.
En 1302, Philippe le Bel instaure les états généraux, une assemblée réunissant les trois ordres (les états) de la société : la noblesse, le clergé et le tiers état. L'objectif est de rendre plus légitime la levée de nouveaux impôts en la faisant approuver par cette assemblée, y compris des impôts sur les terres d’Église, et de rassembler autour de la monarchie contre le pape qui rejette ces nouveaux impôts jugés inacceptables et veut assurer la primauté du spirituel sur le temporel (en 1302, la bulle pontificale Unam Sanctam de Boniface VIII suggère l’instauration d’une théocratie).
Parallèlement, pour les besoins du commerce puis pour sa propre ascension sociale, la noblesse urbaine a pris en charge une partie de la culture en créant des écoles laïques et en finançant un mécénat culturel. De la même manière, elle finance nombres d’œuvres sociales. La plupart des innovations techniques sont alors le fait de laïcs, ingénieurs, architectes (tels Villard de Honnecourt), d'artisans (tels Jacopo Dondi et son fils Giovanni concepteurs de l’horloge à échappement) etc. Le clergé partage dans les faits de plus en plus une partie de son rôle culturel ou social dans les espaces urbains.
Pour obtenir le rôle politique à la mesure de leur poids de plus en plus important dans la société, de nombreux bourgeois tentent d’être anoblis. C’est la voie que choisit par exemple Robert de Lorris qui, devenu proche conseiller de Jean le Bon, use de son soutien ou d’alliances matrimoniales judicieuses pour promouvoir ses proches. La haute bourgeoisie adopte d'ailleurs des comportements qui rappellent ceux de la noblesse : la prévôté, par exemple, organise en 1330 un tournoi où les bourgeois combattent comme des chevaliers. Ceux qui, comme Étienne Marcel, n’appartiennent pas au cercle très restreint du pouvoir sous Jean le Bon et dont la promotion sociale est bloquée, deviennent en revanche les plus fervents partisans d’une réforme politique qui doit aboutir à un rôle plus important des états dans les affaires du royaume.

### Crise(s) de la féodalité: pénurie agricole, pression fiscale et début de la Guerre de Cent ans
Alors que, sous l’effet des progrès des techniques agraires et des défrichements, la population croît en Occident depuis le Xe siècle, les capacités de productions agricoles ne sont plus suffisantes dans certaines zones d’Europe dès la fin du XIIIe siècle. Par le jeu des partages successoraux, la surface des parcelles se réduit : elles n’ont plus en 1310 que le tiers de leur superficie moyenne de 1240.
Certaines régions comme le comté de Flandre, dont la population croît au-delà des capacités du moment, tentent ainsi d'une part de gagner des terres cultivables sur la mer, d'autre part s'orientent franchement vers une économie de commerce afin d’importer les denrées agricoles manquantes. En Angleterre, dès 1279, 46 % des paysans ne disposent que d’une superficie cultivable inférieure à 5 hectares. Or, pour nourrir une famille de 5 personnes, il faut à l'époque de 4 à 5 hectares. La population rurale s’appauvrit, le prix des produits agricoles baisse et les revenus fiscaux de la noblesse diminuent, tandis que la pression fiscale augmente de son côté, suscitant un mécontentement croissant de la population rurale. Beaucoup de paysans partent donc en ville pour tenter leur chance comme saisonniers pour des salaires très faibles, engendrant aussi des tensions sociales en milieu urbain. Le refroidissement climatique et l’évolution de l’économie vers la spécialisation de la production et le commerce provoquent de mauvaises récoltes qui se traduisent en famines (qui avaient disparu depuis le XIIe siècle) dans le nord de l’Europe en 1314, 1315 et 1316 : Ypres perd 10 % de sa population et Bruges 5 % en 1316.
La noblesse doit compenser la diminution de ses revenus fonciers et trouve dans la guerre un excellent moyen, via les rançons perçues après capture d’un adversaire, le pillage et l’augmentation exceptionnelle des impôts. C’est pourquoi la noblesse pousse à la guerre et particulièrement la noblesse anglaise dont les revenus fonciers sont les plus touchés. En France, le roi Philippe VI a besoin de renflouer les caisses de l’État et une guerre permettrait de lever des impôts exceptionnels.
L’essor du commerce a rendu certaines régions économiquement dépendantes de l’un ou de l’autre royaume. À cette époque le transport de fret se fait essentiellement par voie maritime ou fluviale. La Champagne et la Bourgogne alimentent Paris via la Seine et ses affluents ; elles sont de ce fait plutôt pro-françaises. La Normandie est partagée car elle est le point d’union entre ce bassin économique et la Manche qui devient une zone d’échanges de plus en plus intenses grâce aux progrès des techniques maritimes (le contournement de la péninsule ibérique par les navires italiens se développe). L’Aquitaine qui exporte son vin en Angleterre, la Bretagne qui exporte son sel, et le comté de Flandre qui importent la laine britannique ont intérêt à rester dans la sphère d’influence anglaise.
Les marchands flamands, pour échapper à la pression fiscale française, se révoltent donc régulièrement contre le roi de France ; d’où les batailles successives de Courtrai en 1302 (où les bourgeois flamands montrent que les villes peuvent battre militairement l’ost royal), de Mons-en-Pévèle en 1304 et de Cassel en 1328 (où Philippe VI mate les rebelles flamands). Les Flamands apportent leur soutien au roi d’Angleterre et reconnaissent en 1340 Édouard III comme le roi de France légitime. Les deux États sont donc en compétition frontale et les intrigues des deux rois pour faire passer la Guyenne, la Bretagne et le comté de Flandre sous leur influence conduisent rapidement à la guerre entre les deux États. Elle durera 116 ans.

### Crise de légitimité des Valois

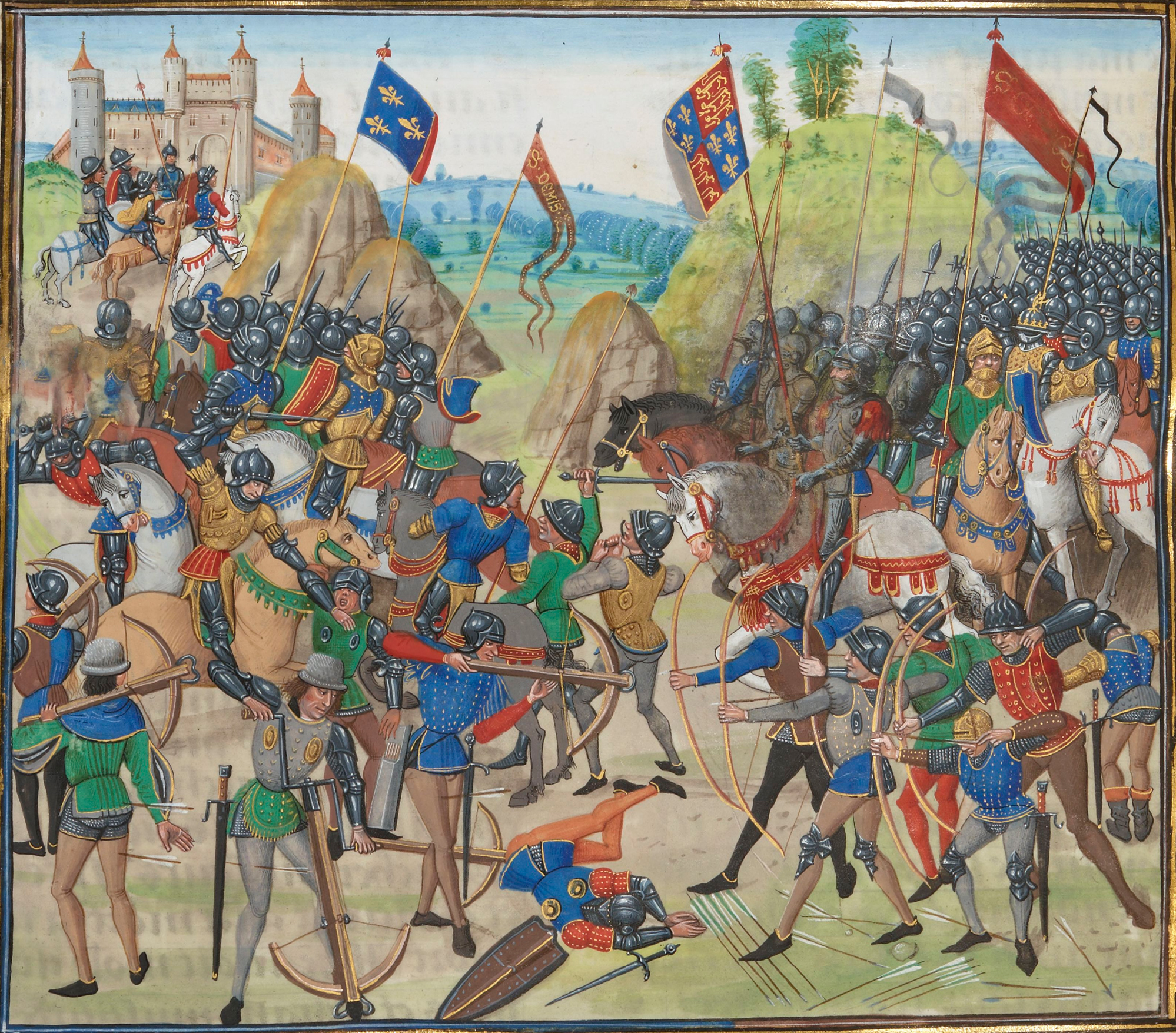
Bataille de Crécy. Enluminure de Loyset Liédet, Chroniques de Froissart, BnF, ms. français 2643,, XVe siècle.

Philippe VI est monté sur le trône de France au détriment d'Édouard III qui le revendique aussi en tant que petit-fils de Philippe IV le Bel par sa mère, qu'au prix d'une série d'artifices légaux.
Parallèlement, Charles II de Navarre peut aussi prétendre au trône du royaume de France, sa mère Jeanne, fille de Louis X le Hutin, ayant été écartée lors de la crise dynastique de 1316-1328 pour éviter qu’un étranger puisse par mariage régner sur le pays. Les manœuvres du roi de Navarre pour jouer de la rivalité franco-anglaise et l’ascendant qu’il prend sur le duc de Normandie conduisent Jean le Bon à intervenir brutalement : le 5 avril 1356 à Rouen, le roi se saisit du Navarrais et le fait jeter en prison.
Le début de la guerre de Cent Ans est catastrophique pour le pouvoir royal qui devient très contesté à partir de la défaite de Crécy en 1346. Cette bataille dans laquelle l'armée adverse est pourtant très inférieure en nombre tourne au désastre et Philippe VI doit prendre la fuite, écornant le prestige des Valois. L’apparition de la grande peste en 1348 ne fait que fragiliser encore plus la légitimité du pouvoir. Édouard III et Charles de Navarre voient donc l’occasion de faire valoir leurs revendications respectives à la couronne de France et tentent de séduire les villes en faisant miroiter l’institution d’une monarchie contrôlée.
Enfin, depuis Philippe le Bel les souverains recourent à des mutations monétaires qui permettent d'augmenter les recettes mais affaiblissent le cours de la monnaie et entraînent une forte inflation. La noblesse, le clergé et la grande bourgeoisie, qui sont propriétaires fonciers, voient fondre la valeur des rentes et des loyers. Les dévaluations et l'inflation pénalisent aussi le commerce (d’autant que Paris est un immense centre de consommation et doit importer des marchandises qui deviennent de plus en plus chères, en particulier les tissages du comté de Flandre) et le pouvoir d’achat de la population.
Les villes n’ont aucun intérêt à la guerre. Outre que les débuts de la guerre, catastrophiques pour le royaume de France, ont entraîné un surcroît de dépenses : rançons à payer, armée à financer, villes à fortifier, etc., le commerce est gêné par l’action des compagnies qui sévissent à partir de 1356. Les ravages de la peste entraînent parallèlement une pénurie de main d’œuvre qui risque de provoquer une augmentation du coût du travail et celui des denrées agricoles. Jean le Bon réagit par la promulgation en 1351 de l’ordonnance sur les métiers de la ville de Paris qui fixe arbitrairement les prix et les salaires et permet l’installation libre des travailleurs (pour parer à la multiplication des bandes de vagabonds et pillards qui pouvaient ravager le pays) ce qui brise le système des corporations qui protégeait les artisans. Le ressentiment dans les villes contre les Valois est général et fait naître la conviction que le royaume serait mieux géré par les états généraux. Charles de Navarre, auréolé de son sang royal, est un brillant orateur et sait se faire le champion du parti réformateur. 

Royaume de France en 1350
Possessions de Charles de Navarre
États pontificaux
Territoires contrôlés par Édouard III
Zone d’influence économique anglaise
Zone d’influence culturelle française

### Paris, capitale économique et politique
Étienne Marcel évolue dans ce contexte de crise où les villes deviennent la force politique principale et en particulier Paris, qui est la première agglomération d’Occident. Vers 1328, la population parisienne est estimée à 200 000 habitants, ce qui en fait la cité la plus peuplée d’Europe,. Cependant, en 1348, la peste noire décime la population.
A la fois le siège de la Cour et de l’administration (palais de la Cité, une bonne partie de la noblesse (plutôt dispendieuse) et de l’administration y réside, faisant vivre de nombreux artisans et artistes. La ville est aussi un centre universitaire de premier ordre.
Au total, Paris est un énorme centre de consommation qui, grâce au bassin de la Seine vers lequel convergent et où s'échangent de grandes quantités de denrées, venant des foires de Champagne, de la riche région normande (et donc de l’Atlantique), mais aussi des régions drapières du Nord (Flandre, Artois, Brabant…).
Au XIVe siècle, l’enceinte de Charles V (1364–1380]) englobe l’ensemble des actuels 3e et 4e arrondissements et s’étend du Pont Royal à la porte Saint-Denis.

## Biographie

### Origines familiales

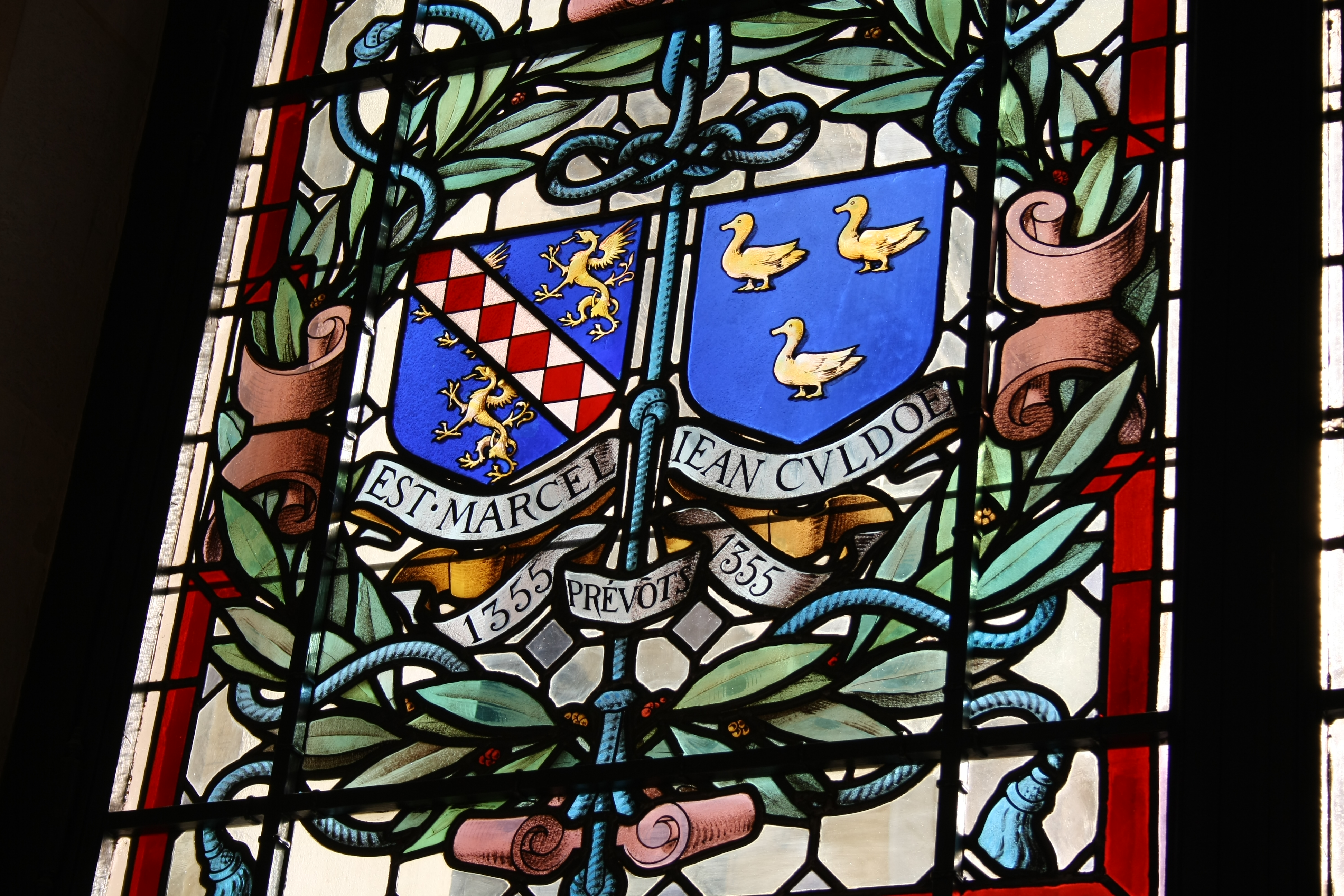
Armes d'Étienne Marcel, hôtel de ville de Paris.

La famille Marcel est l’une des plus puissantes de la bourgeoisie parisienne. Pierre Marcel est un familier de Saint Louis qu’il accompagne en croisade. Cette famille de drapiers, très étendue, forme un réseau solidaire. Les Marcel importent des tissus de Flandre et de Brabant, ils sont fournisseurs de la cour et du roi auxquels ils prêtent aussi de l’argent. Ils s’enrichissent aussi grâce aux spéculations immobilières et autres affaires auxquelles leur donne accès leur présence à la cour (en vendant par exemple au roi des maisons proches du palais lorsqu’il fallut l’agrandir). Cette famille sait élargir le cercle de ses alliés par une politique matrimoniale d’union avec d’autres puissantes familles bourgeoises parisiennes : les Poilevilain, les Cocatrix, les Pisdoe ou les Billouard. Cependant, Étienne, s’il n’est pas issu de la branche la plus aisée de la famille, est « rejeton par sa mère d’une lignée d’officiers de l’hôtel royal et par son père de fournisseurs de la cour. »

### Débuts
Étienne Marcel, né entre 1302 et 1310, fils de Simon Marcel, drapier, et d’Isabelle Barbou dite La Délice, se lance dans les années 1330 dans le commerce du drap. Associé à Jean de Saint Benoît, il vend à la cour des marbrés verdelets, importés de Flandre et du Brabant. Il se marie avec Jeanne de Dammartin, fille d’un riche échevin parisien, puis avec Marguerite des Essarts, fille du banquier Pierre des Essarts († 1349), dont les relations lui permettent d’entrer en politique et de créer de nouveaux liens avec les riches marchands des communes flamandes. Propriétaire dans Paris de nombreux bâtiments, il habite rue de la Vieille-Draperie, dans l’île de la Cité.

### Conflit avec Robert de Lorris
Ses alliés Pierre des Essarts (son beau-père) ou Jean Poilevillain, sont régulièrement employés par le roi pour des mutations monétaires qui sont un bon moyen de procurer à l’État des ressources financières à un moment où l’impôt devient de plus en plus impopulaire. Ces manipulations, qui diminuent la teneur en métaux précieux du numéraire, entraînent des dévaluations qui sont très mal perçues par la population des villes et la noblesse (une dévaluation réduit la valeur des redevances seigneuriales à montant fixe). En 1346, à la suite de la bataille de Crécy, ils sont rendus responsables du mauvais gouvernement et sont jetés en prison. Étienne Marcel aurait intercédé auprès du comte de Flandre Louis de Male pour faire libérer Pierre des Essarts. Celui-ci sort de prison sans être condamné ni acquitté mais meurt en 1349. Étienne Marcel, qui est l’un de ses héritiers, se méfie des amendes qui pourraient tomber sur la fortune du défunt une fois le procès terminé - il est soucieux de la dot de sa femme -, et refuse la succession.
Robert de Lorris, un autre puissant bourgeois, est lui aussi l’un des gendres de Pierre des Essarts. Il a su revenir dans l’entourage royal dès 1347, à tel point qu’il est l’un des proches conseillers de Jean le Bon, dont il obtient le 7 février 1352 la réhabilitation de Pierre des Essarts. Bien informé, il n’a pas renoncé à la succession et se trouve le seul à hériter de 50 000 livres. Étienne Marcel se considère victime d'une escroquerie. La rancune s’accroît contre les spéculateurs qui gravitent autour de Jean le Bon quand l’argentier du roi décide de se passer des drapiers parisiens et de passer directement ses commandes à Gand, Louvain ou Bruxelles.
Ce grand patriciat, proche du pouvoir et associé aux diverses spéculations monétaires et immobilières, est honni par la rue et Étienne Marcel, en rupture avec son milieu d’origine choisira en 1357 de devenir le champion du petit peuple urbain.

### Prévôt des marchands de Paris
Étienne Marcel appartenait aux deux plus prestigieuses confréries parisiennes : la grande Confrérie de Notre-Dame aux prêtres et bourgeois de Paris et la Confrérie Saint-Jacques-aux-Pèlerins. Les membres de cette dernière font serment de faire le pèlerinage de Saint-Jacques-de-Compostelle dont la Navarre est un point de passage obligé et dont son roi, Charles le Mauvais, est aussi membre de la confrérie (il est proche du mouvement réformateur dont Étienne Marcel sera l’un des principaux meneurs). Étienne Marcel prend un rôle prééminent dans ces confréries et, en 1350, il est cité comme prévôt de la Grande Confrérie de Notre-Dame. Fort de son influence grandissante, il succède en 1354 à Jean de Pacy comme prévôt des marchands de Paris. 

Armes de la ville de Paris.

En 1246, saint Louis avait décidé d’aligner le statut de la prévôté de Paris sur celui des bailliages et nommé un prévôt fonctionnaire. Afin d’éviter un conflit avec les bourgeois dépossédés de leurs prérogatives, il les autorisa à élire leur prévôt et quatre échevins qui l’assistaient, pour les représenter et s’occuper de l’approvisionnement de la ville, des travaux publics, de l’assiette des impôts. Le prévôt des marchands, qui avait la juridiction sur le commerce fluvial, prit pour sceau celui des marchands de l’eau, puissante corporation détentrice depuis 1170 du monopole de l’approvisionnement par voie fluviale.
La compétence du prévôt des marchands est théoriquement limitée aux affaires commerciales, mais la charge acquiert vite un rôle politique en raison de ses forts liens avec la bourgeoisie parisienne qu’il défend face aux abus de la royauté. La juridiction du prévôt des marchands est le parloir des bourgeois. Étienne Marcel le déplace dans la Maison aux Piliers sur la place de Grève (actuelle place de l’Hôtel-de-ville).
Le prévôt peut même avoir un rôle militaire : les villes doivent pouvoir se défendre et peuvent, le cas échéant, lever des troupes pour le service du roi. Ainsi, en novembre 1355, Étienne Marcel conduit en Picardie le contingent parisien de l’ost royal lancé à la poursuite de la chevauchée du duc de Lancastre. En 1356, à la reprise du conflit, Étienne Marcel est en mesure de faire réparer les fortifications de Paris et fait construire un nouveau mur sur la rive droite (dans ce qui est aujourd'hui le centre de Paris, actuels 3e et 4e arrondissements).

### États généraux de 1355 et 1356
Étienne Marcel n’est pas fondamentalement opposé aux Valois — au contraire, les intérêts du roi et ceux des milieux d’affaires parisiens convergent. La guerre entraîne le blocage des routes économiques et la prospérité de Paris passe par la sécurisation de la Seine et des accès au comté de Flandre. Aux états généraux du 8 mai 1355, on tente de simplifier le calcul de l’impôt pour le rendre plus efficace. Mais les impôts ne rentrent pas et le roi a recours une nouvelle fois aux manipulateurs de la monnaie honnis : il rappelle Jean Poilevillain et Nicolas Braque qu’il nomme respectivement aux Comptes et aux Monnaies. La monnaie est dévaluée une nouvelle fois. Les rentes et loyers diminuent au grand dam de la bourgeoisie, de la noblesse et des prélats. La colère monte. 

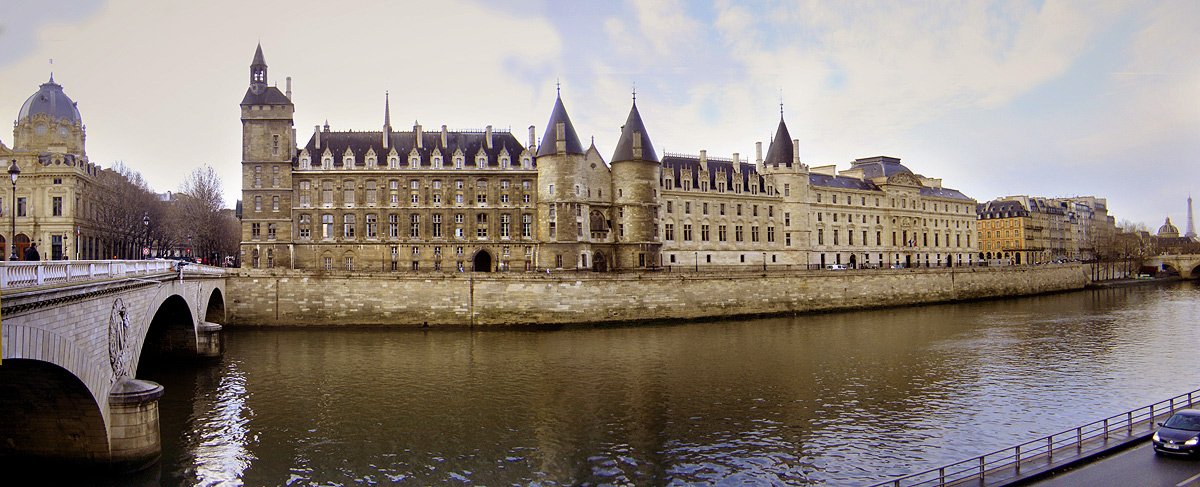
Le palais de la Cité.

Confronté à la menace anglaise, Jean le Bon convoque les états généraux de langue d’oïl à Paris, dans la grande salle du palais de la Cité, le 2 décembre 1355, pour lever l’armée de 30 000 hommes qu’il juge nécessaire. Étienne Marcel et ses alliés (son cousin Imbert de Lyon, son associé Jean de Saint-Benoît, son prédécesseur à la prévôté des marchands de Paris Jean de Pacy ainsi que ses échevins Pierre Bourdon, Bernard Cocatrix, Charles Toussac et Jean Belot) y sont les principaux représentants des villes. Les états sont extrêmement remontés sur la question de la gestion des finances publiques (la monnaie royale a perdu 82 % de sa valeur en un an,). La noblesse, pour qui les dévaluations diminuent les revenus, a un besoin impératif d’une monnaie forte. Les commerçants ont eux besoin d’une monnaie stable. Après les chevauchées du Prince Noir en Languedoc et du duc de Lancastre en Artois, les états ont conscience de la nécessité de lever une armée mais plus encore de financer des garnisons pour défendre les villes. Ils acceptent la levée d’une taxe sur les transactions commerciales de 8 deniers par livre à la condition de pouvoir en contrôler la mise en œuvre et l’utilisation des fonds prélevés et que soit émise une monnaie forte. Un collège de 9 officiers (3 par ordre) qui prélèveraient la taxe doit être désigné par les états généraux.
Les impôts rentrant mal et la nouvelle monnaie se dévaluant rapidement, les états sont réunis à nouveau en mars 1356 pour décider d’élargir l’assiette de l’impôt en taxant aussi les revenus fonciers ; ce qui se révèle difficile car il faudrait une administration capable de quantifier les revenus des contribuables.
Fort de cette armée financée par les états, le roi poursuit le Prince Noir lancé dans une nouvelle chevauchée. Il le rattrape au sud de Poitiers. L’enjeu est plus que militaire : il faut redorer le blason de la noblesse, largement terni depuis le désastre de Crécy et qui, au surplus, est incapable de protéger le peuple des pillages alors que c’est précisément son rôle dans la société féodale. C’est dans cet esprit qu’il renvoie les troupes envoyées par les villes pour le soutenir à la bataille de Poitiers : c’est au roi et à la noblesse de vaincre. La bataille a lieu le 19 septembre 1356 et se solde par une nouvelle débâcle. Le roi Jean le Bon, ne voulant pas fuir comme l’avait fait son père à Crécy, se bat héroïquement. Il est fait prisonnier par les Anglais, mais acquiert dans cette affaire un grand prestige et sauve sa couronne. Le Prince noir, impressionné, fait en sorte qu’il soit reçu avec les honneurs durant sa captivité londonienne.
Son fils, le dauphin Charles, qui a pu quitter le champ de bataille, assure la régence et tente de négocier avec l’Angleterre pendant que les mercenaires démobilisés, rassemblés en grandes compagnies, pillent les campagnes. Pour parer à ces débordements, le dauphin propose de créer une armée permanente de 30 000 hommes. Pour cela, il lui faut trouver des financements en levant de nouveaux impôts qu’il sollicite auprès des états généraux, à nouveau convoqués.

### L’ordonnance de 1357

#### Premiers pas vers la monarchie contrôlée
Les débuts de la régence du dauphin Charles sont difficiles : il n’a que 18 ans, peu de prestige personnel (d’autant qu’il a quitté le champ de bataille de Poitiers contrairement à son père et son frère Philippe le Hardi), peu d’expérience et doit porter sur ses épaules le discrédit des Valois. Il s’entoure des membres du conseil du roi de son père, qui sont très décriés.
Les états généraux se réunissent le 17 octobre 1356. Le dauphin, très affaibli, va se heurter à une forte opposition : celle d'Étienne Marcel, à la tête de la bourgeoisie, allié avec les amis de Charles II de Navarre, dit Charles le Mauvais, regroupés autour de l’évêque de Laon, Robert Le Coq. Les états généraux déclarent le dauphin lieutenant du roi et défenseur du royaume en l’absence de son père et lui adjoignent un conseil de douze représentants de chaque ordre. 

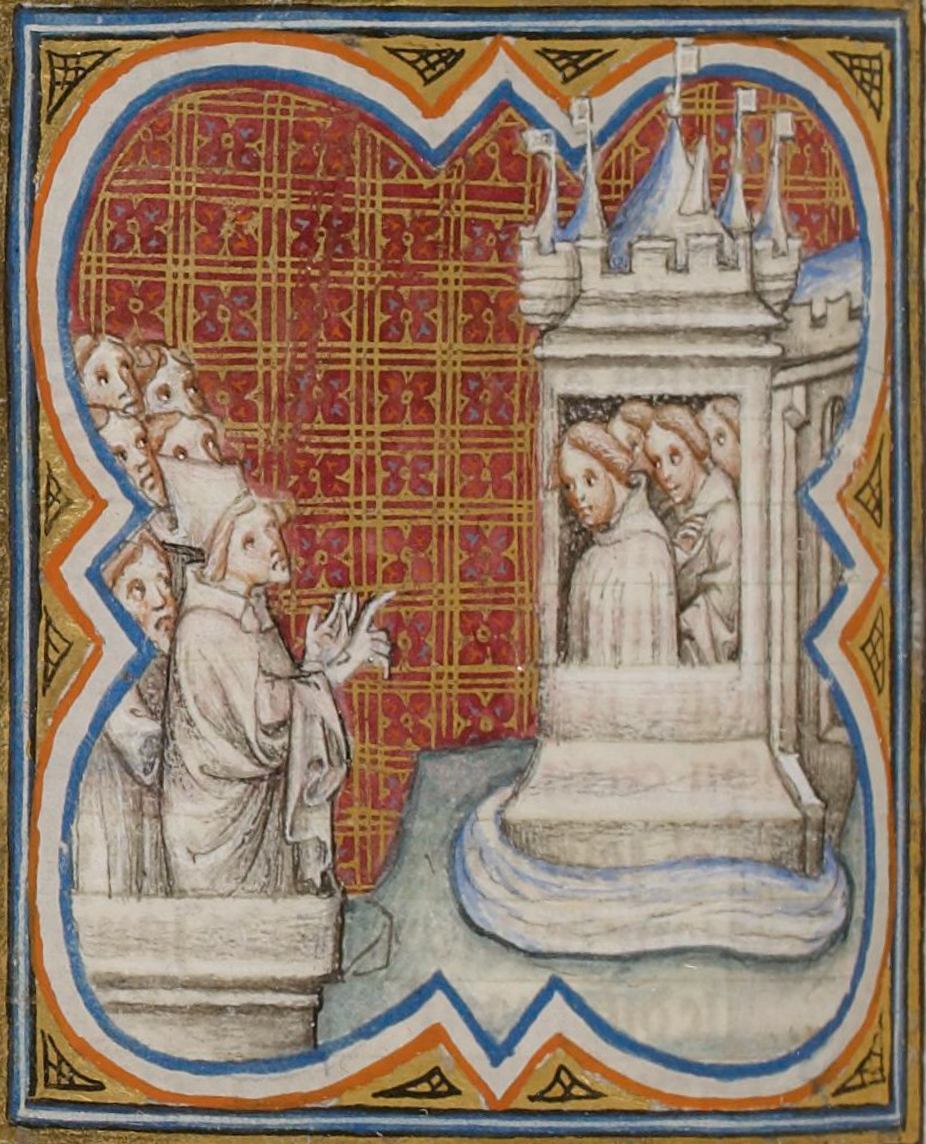
Robert Le Coq critique les officiers du roi. Miniature des Grandes Chroniques de France de Charles V.

Les états exigent la destitution des conseillers les plus compromis (récusés pour avoir brutalement dévalué la monnaie à plusieurs reprises), la capacité à élire un conseil qui assistera le roi ainsi que la libération du Navarrais. Le dauphin, proche des idées réformatrices, n’est pas contre l’octroi d’un rôle plus important des états dans le contrôle de la monarchie. En revanche, la libération de Charles de Navarre est inacceptable car elle mettrait fin au règne des Valois. Pas assez puissant pour pouvoir refuser d’emblée ces propositions, le dauphin ajourne sa réponse (prétextant l’arrivée de messagers de son père), congédie les états généraux et quitte Paris, son frère Louis le futur duc d’Anjou réglant les affaires courantes. Les états généraux sont prorogés et seront convoqués une nouvelle fois le 3 février 1357.
Avant de partir, le 10 décembre 1356, le dauphin publie une ordonnance donnant cours à une nouvelle monnaie, ce qui lui permettrait de remplir ses caisses sans passer par les états. Il s’agit cette fois d’un renforcement monétaire de 25 %, ce qui avantage les propriétaires fonciers : c’est-à-dire la noblesse, le clergé et le patriciat urbain (qui possède une bonne partie des grandes villes) donc les catégories sociales représentées aux états. Cela provoque une levée de boucliers de la population parisienne qui voit ses loyers croître de 25 %. Étienne, lui, choisit le parti des compagnons et des boutiquiers contre la grande bourgeoisie et les spéculateurs qu’il tient pour responsables de ses malheurs dans la succession de Pierre des Essars. Il devient maître de la rue. Des échauffourées éclatent et Étienne Marcel fait pression sur Louis d’Anjou puis sur le dauphin qui doit révoquer l’ordonnance et rappeler les états généraux.
Pendant ce temps, le dauphin va à Metz rendre hommage à son oncle l’empereur Charles IV pour le Dauphiné ce qui lui permet d’obtenir son soutien diplomatique. À son retour en mars 1357, il accepte la promulgation de la « grande ordonnance », esquisse d’une monarchie contrôlée et vaste plan de réorganisation administrative, mais obtient le maintien en captivité de Charles de Navarre. Une commission d’épuration doit destituer et condamner les fonctionnaires fautifs (et particulièrement les collecteurs d’impôts indélicats) et confisquer leurs biens. Neuf conseillers du dauphin sont révoqués (Étienne Marcel tient sa vengeance contre Robert de Lorris). Six représentants des états entrent au conseil du roi qui devient un conseil de tutelle. L’administration royale est surveillée de près : les finances, et particulièrement les mutations monétaires et les subsides extraordinaires, sont contrôlées par les états.

#### Au cœur de l’affrontement entre Charles de Navarre et le dauphin
Un gouvernement du régent contrôlé par les états avec son assentiment est donc mis en place. Deux conseils cohabitent : celui du dauphin et celui des états. Mais pour les réformateurs et particulièrement les Navarrais, cela ne suffit pas : le retour du roi de captivité peut mettre fin à cet essai institutionnel. D’autre part, le dauphin prend de l’assurance et n’hésite pas en août à rappeler les conseillers écartés contre sa volonté et à rappeler au prévôt des marchands de ne s'occuper que des seules affaires municipales. Étienne Marcel et Robert Le Coq organisent donc la libération de Charles de Navarre qui peut prétendre à la couronne. Par prudence, on essaye de donner à cette libération la forme d’un coup de main spontané de fidèles navarrais.

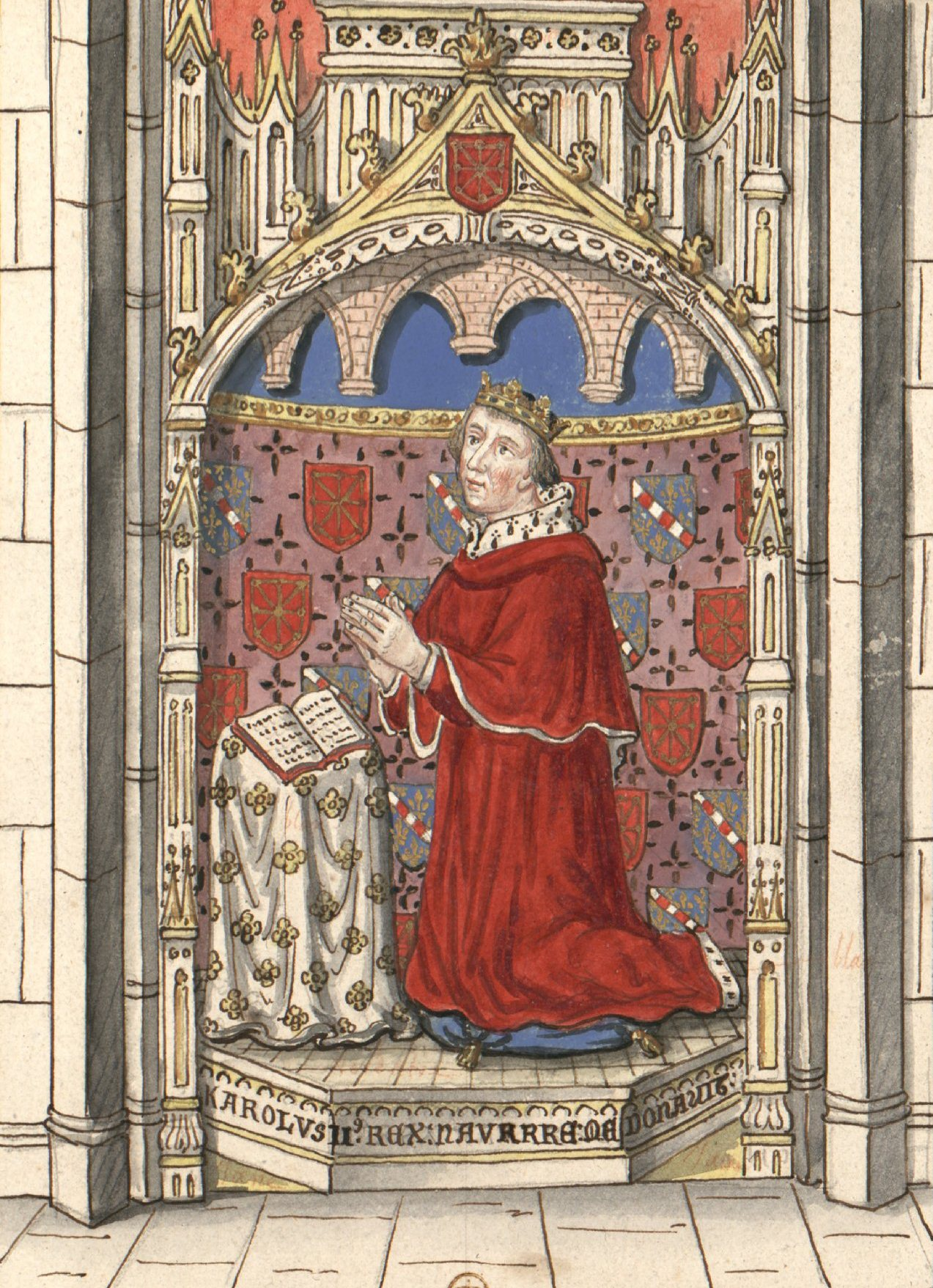
Le roi Charles II de Navarre,
dit Charles le Mauvais.
Aquarelle d'après un vitrail disparu de la cathédrale Notre-Dame d'Évreux, collection Gaignières, Paris, BnF, XVIIe siècle.

Le retour de Charles de Navarre sur la scène publique est méticuleusement organisé : libéré le 9 novembre, il est reçu avec les égards réservés au roi dans les villes qu’il traverse, accueilli par les notables et la foule réunie par les états. Le même cérémonial se reproduit dans chaque ville depuis Amiens jusqu’à Paris : il est reçu par le clergé et les bourgeois en procession, puis il harangue une foule toute acquise, expliquant qu’il a été spolié et injustement incarcéré par Jean le Bon alors qu’il est de lignée royale.
Mis devant le fait accompli, le dauphin ne peut refuser la demande d’Étienne Marcel et de Robert le Coq et signe des lettres de rémission pour le Navarrais. Le 30 novembre, il harangue 10 000 Parisiens réunis par Étienne Marcel au Pré-aux-Clercs. Le 3 décembre, Étienne Marcel s’invite avec un fort parti bourgeois au conseil du Roi qui doit décider de la réhabilitation de Charles de Navarre, sous prétexte d’annoncer que les états réunis au couvent des Cordeliers ont consenti à lever l’impôt demandé par le dauphin et qu’il ne reste que l’accord de la noblesse à obtenir. Le dauphin ne peut qu’acquiescer et réhabilite Charles le Mauvais,.
Plus dangereux encore pour les Valois, les états doivent trancher la question dynastique le 14 janvier 1358. Charles le Mauvais exploite le mois d’attente pour faire campagne. Le dauphin se montre actif en organisant la défense du pays contre les nombreux mercenaires qui, faute de solde, pillent le pays. Les maréchaux de Normandie, de Champagne et de Bourgogne se rendent à sa cour. Il cantonne à Paris une armée de 2 000 hommes venus du Dauphiné sous prétexte de protéger Paris des exactions des grandes compagnies. Cette présence militaire met la ville sous pression. Le 11 janvier, il s’adresse aux Parisiens aux Halles pour leur expliquer pour quel motif il lève une armée, remettant en cause la capacité des états à assurer la défense du pays malgré l’argent prélevé lors des levées d’impôts : c’est un succès et Étienne Marcel doit organiser d’autres réunions noyautées par ses partisans pour le mettre en difficulté. Le 14 janvier, les états n’arrivant pas à s’entendre sur la question dynastique, ni sur la levée d’un nouvel impôt. On décide d’une nouvelle mutation monétaire pour renflouer les caisses de l’État. Les esprits s’échauffent contre les états et le vent tourne en faveur du dauphin.
L’exécution de l’ordonnance de 1357 est vite bloquée. La commission d’épuration est désignée mais ne fonctionne que cinq mois. Les collecteurs d’impôts nommés par les états rencontrent l’hostilité des paysans et des artisans pauvres. Les six députés entrés au conseil de tutelle sont en minorité et les états généraux manquent d’expérience politique pour contrôler en permanence le pouvoir du dauphin qui, en acquérant du savoir-faire, retrouve l’appui des fonctionnaires. Les déplacements fréquents, coûteux et dangereux à l’époque, découragent les députés de province et les états sont de moins en moins représentatifs. Bientôt, la bourgeoisie parisienne seule vient siéger aux assemblées. Enfin, Jean le Bon, qui garde un grand prestige, désavoue le dauphin et, depuis sa prison, interdit l’application de l’ordonnance de 1357. Étienne Marcel, constatant l’échec de l’instauration d’une monarchie contrôlée par voie législative, essaie de la faire proclamer par la force. Il ne remet pas en cause la nécessité d’avoir un souverain, mais il cherche à composer avec celui qui lui laissera le plus de pouvoir. Il oscille entre la faiblesse supposée du dauphin et la cupidité de Charles le Mauvais.

### La guerre civile

Royaume de France entre 1356 et 1363 : Jacqueries et Compagnies
Possessions de Charles de Navarre
Territoires contrôlés par Édouard III en 1358
Le premier traité de Londres cède l'Aquitaine des Plantagenêts aux Anglais et règle la guerre de Succession de Bretagne par une alliance du duché avec l'Angleterre
- Chevauchée d'Édouard III en 1359-60

#### Le premier traité de Londres
Voyant la situation évoluer vers une monarchie contrôlée avec Charles de Navarre à sa tête, Jean le Bon se décide à conclure les négociations. Pour cela, il faut négocier directement avec Édouard III. Jean le Bon est donc transféré de Bordeaux à Londres. Ses conditions d’incarcération sont royales : il est logé avec une cour de plusieurs centaines de personnes (des proches capturés avec lui à Poitiers et d'autres qui sont venus de leur plein gré), liberté de circulation en Angleterre, hébergement à l’Hôtel de Savoie. Il accepte en janvier 1358 le premier traité de Londres qui prévoit : 
- la cession en pleine souveraineté des anciennes possessions d’Aquitaine des Plantagenêt (le 1/3 du pays) : La Guyenne (mise sous commise par Philippe VI au début du conflit), la Saintonge, le Poitou, le Limousin, le Quercy, le Périgord, le Rouergue et la Bigorre ;
- le versement d'une rançon de 4 millions d’écus ;
- la non renonciation d'Édouard III à la couronne de France[61].

#### La révolte des Parisiens et le meurtre des maréchaux
La nouvelle de l’acceptation par Jean le Bon du premier traité de Londres qui cède le tiers du territoire à l’Angleterre provoque un tollé dont Étienne Marcel va profiter. Un proche du dauphin est assassiné le 24 janvier 1358. Le meurtrier (le valet d’un changeur parisien) est saisi alors qu’il se réfugiait dans une église et le dauphin fait de son exécution un exemple. Étienne Marcel exploite les esprits qui s’échauffent : il y a deux cortèges funèbres, d'un côté celui de la victime suivi par le dauphin, de l'autre celui du meurtrier qui est suivi par la bourgeoisie parisienne. Le 22 février 1358, Étienne Marcel déclenche une émeute réunissant trois mille personnes qu’il a convoquées en armes. La foule surprend Regnault d’Acy, l’un des négociateurs du traité de Londres qui a rapporté la nouvelle à Paris. Il se réfugie dans une pâtisserie où on l’égorge avec ses proches.

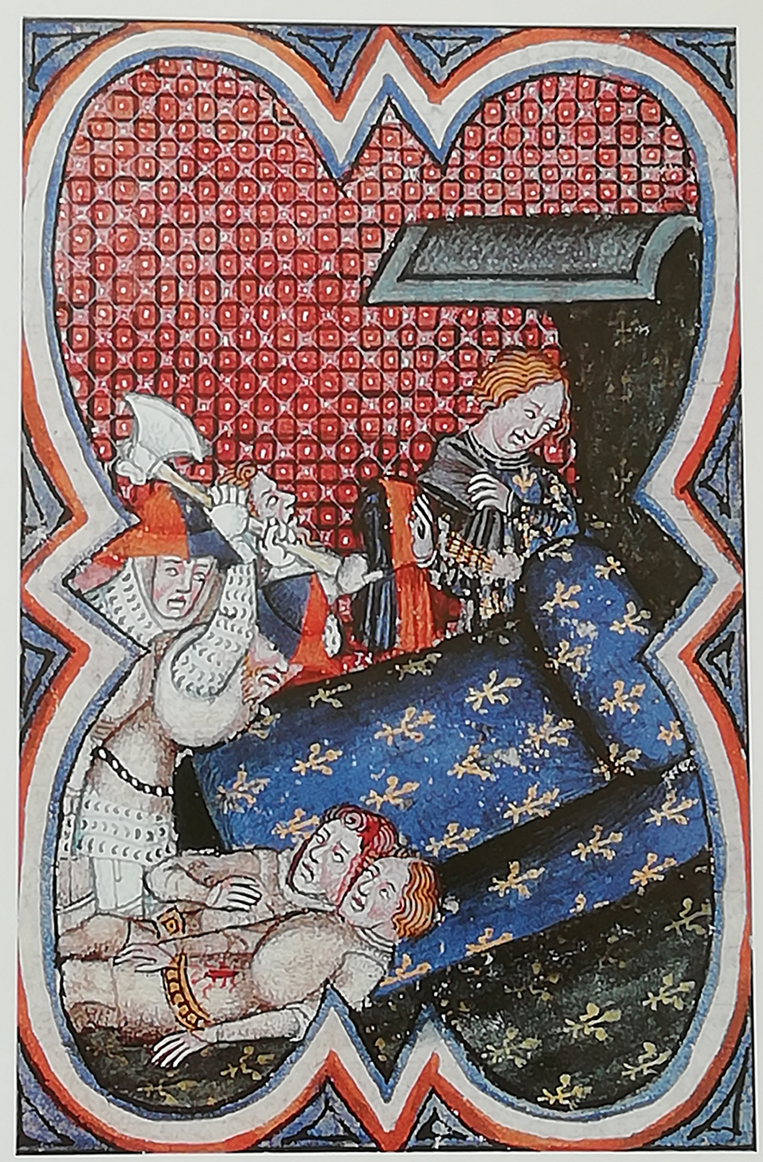
Au premier plan, le meurtre des deux maréchaux. Au second plan, Étienne Marcel tend un chaperon rouge et bleu au dauphin Charles tandis que ce dernier détourne le regard (Grandes Chroniques de France, BnF, ms. français 2813 fº409v, vers 1375-1380).

Puis la foule envahit le Palais de la Cité pour affronter le régent. Étienne Marcel et certains de ses partisans parviennent à sa chambre dans le but de l’impressionner pour pouvoir mieux le contrôler. Il s’exclame : « Sire, ne vous ébahissez pas des choses que vous allez voir, car elles ont été décidées par nous, et il convient qu’elles soient faites ».
Le maréchal de Champagne Jean de Conflans et le maréchal de Normandie Robert de Clermont sont tués devant le prince, qui est couvert de leur sang et croit son existence menacée. Étienne Marcel l’oblige à coiffer le chaperon rouge et bleu des émeutiers (aux couleurs de Paris), alors que lui-même met le chapeau du Dauphin ; il le contraint ensuite à renouveler l’ordonnance de 1357.
Il l’épargne pourtant, car il le sous-estime et pense pouvoir le circonvenir aisément : c’est une lourde erreur. Fort de l’ascendant qu’il estime avoir sur le dauphin qu’il va faire nommer régent, il pense pouvoir se passer de Charles de Navarre qu’il pousse à quitter Paris. Mais, le timide et frêle dauphin se révélera un redoutable politique.
Étienne Marcel se dirige ensuite sur la place de Grève, où il remercie la foule de les encourager à éliminer « les traîtres du royaume ». Il écrit aux villes de provinces pour justifier son geste, mais seules Amiens et Arras donnent des signes de soutien.
Il force ensuite le dauphin qui, tant qu’il est à Paris, reste sous la pression éventuelle de la rue, à ratifier le meurtre de ses conseillers. Le dauphin ne peut qu’accepter un nouveau changement institutionnel : son conseil est épuré (quatre bourgeois y entrent), le gouvernement et les finances sont aux mains des états, Charles le Mauvais reçoit un commandement militaire et de quoi financer une armée de 1 000 hommes, le dauphin obtient de devenir régent du royaume, ce qui permet de récuser les décisions du roi tant qu’il est en captivité (et en particulier des traités de paix inacceptables).
Pour ratifier cette nouvelle ordonnance et en particulier valider son contenu fiscal, il faut l’accord de la noblesse dont une partie ne veut plus se réunir à Paris (en particulier Champenois et Bourguignons, scandalisés par l’assassinat des maréchaux). La noblesse doit se réunir à Senlis. C’est l’occasion qu’attendait le dauphin pour quitter Paris (ce qu’il fait le 17 mars[réf. nécessaire]). Étienne Marcel, pensant encore le circonvenir, lui adjoint dix bourgeois pour le représenter tout en surveillant le dauphin.
Il participe aux états généraux de Champagne, qui ont lieu le 9 avril à Provins. Il est soutenu par la noblesse de l’est du royaume, et les délégués parisiens sont mis en difficulté,. Fort de ce soutien, le dauphin s’empare des forteresses de Montereau et de Meaux.
L’accès de Paris par l’est est bloqué. Au sud et à l’ouest, les compagnies écument le pays. Il ne reste que l’accès par le nord qui préserve l’accès de Paris aux villes du comté de Flandre. Les accès fluviaux ayant été bloqués, Étienne Marcel doit réagir pour empêcher l’asphyxie économique de la capitale.
Le 18 avril, il envoie son défi au dauphin. La ville se prépare au combat : on creuse des fossés, le remblai constituant un talus pour arrêter les tirs d’artillerie. On finance ces travaux par une mutation monétaire et en prélevant un impôt, ce qui diminue la confiance des Parisiens envers le gouvernement des états.
Le dauphin réunit alors les états généraux à Compiègne. Ils décident le prélèvement d’un impôt contrôlé par les états, un renforcement monétaire (la monnaie ne devant plus bouger jusqu’en 1359). Par contre, ils abandonnent la volonté de contrôler le conseil du dauphin.

#### Jacqueries

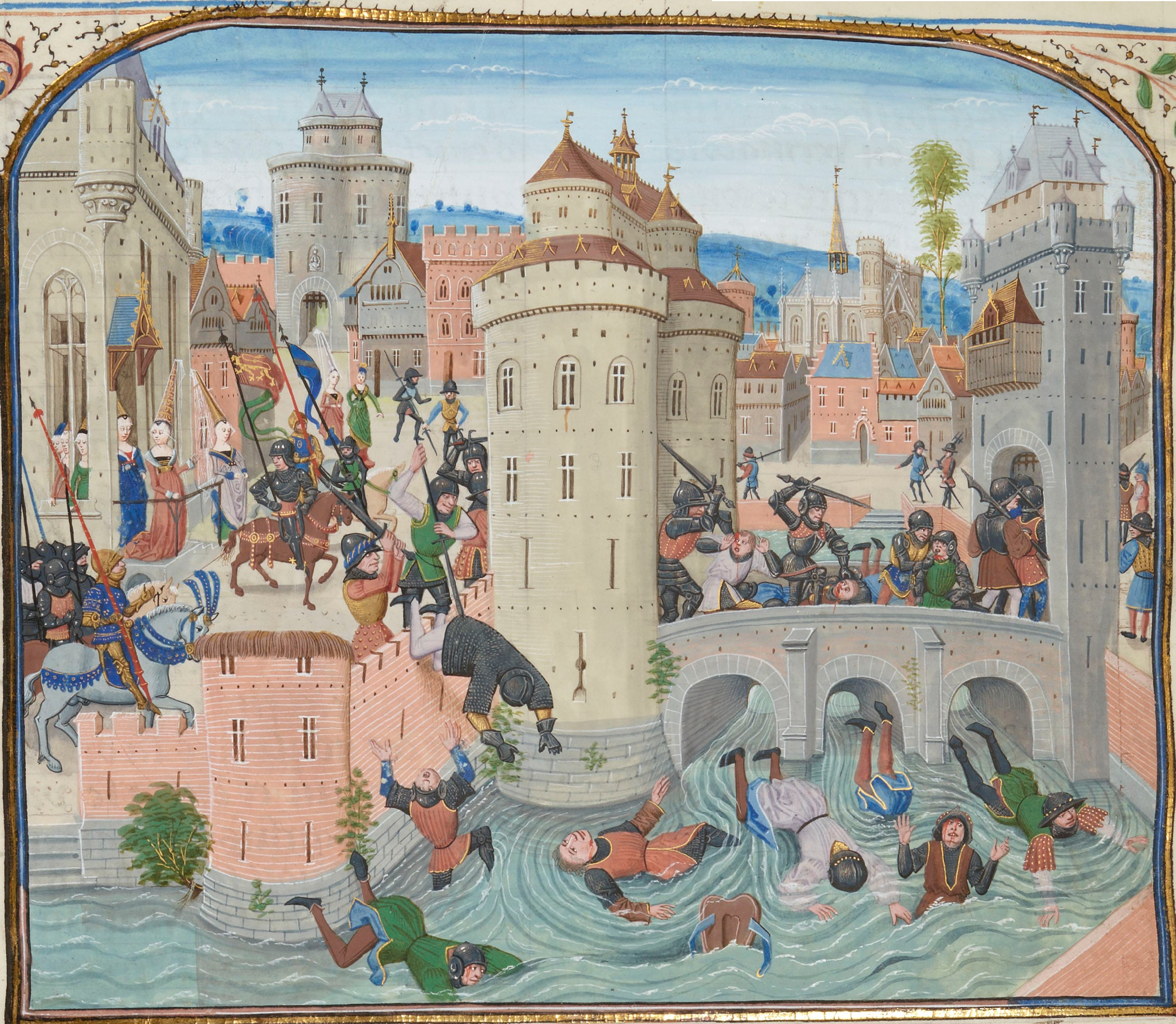
Les jacques et leurs alliés parisiens sont surpris par une charge de chevalerie à bout portant alors qu’ils donnent l’assaut à la forteresse du Marché de Meaux où est retranchée la famille du dauphin Charles.
Enluminure de Loyset Liédet, Chroniques de Jean Froissart, BnF, ms. français 2643,, XVe siècle.

Le 28 mai 1358, les paysans de Saint-Leu-d’Esserent, près de Creil dans l’Oise, excédés par les levées fiscales votées à Compiègne et destinées à mettre le pays en défense, se rebellent. Rapidement, les exactions contre les nobles se multiplient au nord de Paris, zone épargnée par les compagnies et hors de contrôle des Navarrais ou des troupes du dauphin. 5 000 hommes se regroupent rapidement autour d’un chef charismatique : Guillaume Carle, connu sous le nom que lui attribue Froissart : Jacques Bonhomme.
Il reçoit très rapidement des renforts de la part d’Étienne Marcel (300 hommes menés par Jean Vaillant), afin de libérer Paris de l’encerclement que le dauphin est en train de réaliser en préservant l’accès nord qui permet de communiquer avec les puissantes villes du comté de Flandre. L’alliance avec Étienne Marcel semble réussir lorsque les jacques s’emparent du château d’Ermenonville.
Le 9 juin, les hommes du prévôt des marchands et une partie des jacques (environ mille hommes) conduisent un assaut sur la forteresse du Marché de Meaux où sont logés le régent et sa famille, pour s’assurer de sa personne. C’est un échec : alors que les jacques se ruent à l’assaut de la forteresse, ils sont balayés par une charge de cavalerie menée par le comte de Foix, Gaston Fébus, et le captal de Buch, Jean de Grailly.
Mais le gros des forces de Guillaume Carle veut en découdre à Mello, bourgade du Beauvaisis, le 10 juin. Écarté du pouvoir par Étienne Marcel, qui a trop vite cru contrôler le régent après l’assassinat des maréchaux, Charles le Mauvais doit reprendre la main et montrer au prévôt de Paris que son soutien militaire est indispensable. Pressé par la noblesse et particulièrement par les Picquigny auxquels il doit la liberté, et dont le frère vient d’être tué par les jacques, Charles le Mauvais y voit le moyen d’en devenir le chef. D’autre part, les marchands sont favorables au rétablissement de la sécurité sur les axes commerciaux. Il prend la tête de la répression, engage des mercenaires anglais et rallie la noblesse. Il s’empare par ruse de Guillaume Carle venu négocier et assaille les jacques qui n'ont plus de chef. C’est un massacre et la répression qui s’ensuit est très dure : quiconque est convaincu d’avoir été de la compagnie des jacques est pendu sans jugement. La jacquerie se termine dans un bain de sang dont Charles le Mauvais porte la responsabilité alors que le dauphin a su garder les mains propres.

#### Le siège de Paris et la mort d’Étienne Marcel
Une fois la jacquerie écrasée, Charles de Navarre rentre à Paris le 14 juin 1358. Il pense avoir rallié à lui la noblesse, mais une grande partie des seigneurs qui était à ses côtés contre les jacques ne le suit pas dans cette démarche et reste derrière le régent qui a su gagner leur confiance. Charles le Mauvais s’établit à Saint-Denis. Il est fait capitaine de Paris par acclamation et Étienne Marcel envoie des lettres dans toutes les villes du royaume pour qu’il soit fait « capitaine universel». L’objectif est de créer une grande ligue urbaine et d’opérer un changement dynastique en faveur du Navarrais.

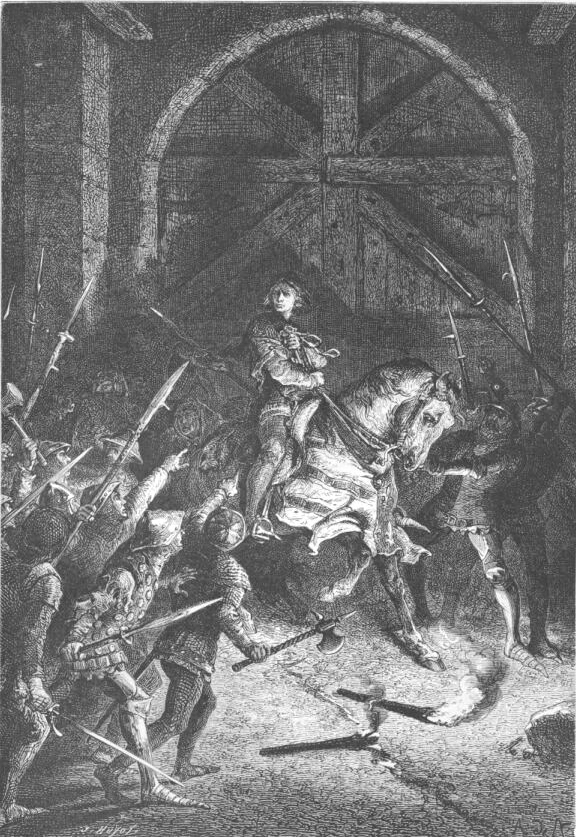
Étienne Marcel surpris par Jean Maillard à la porte Saint-Antoine.
Gravure de Neuville extraite de l’Histoire de France (1862) de Guizot.

On engage des archers anglais pour pallier les nombreuses défections de chevaliers qui, ayant quitté les rangs de l’armée de Charles le Mauvais, assiègent Paris où se trouve le dauphin à partir du 29 juin. Ce dernier se voit encore renforcé par l’arrivée de nombreuses compagnies qui voient dans le pillage de Paris une bonne affaire. Ces troupes remportent quelques escarmouches contre les troupes d’Étienne Marcel et du Navarrais.
Le dauphin veut à tout prix éviter un bain de sang qui le discréditerait et souhaite une solution négociée. Il ne fait donc pas donner l’assaut et continue le blocus en espérant que la situation changera favorablement.
Mais les mercenaires anglais qui défendent la capitale sont considérés comme ennemis et s’attirent l’inimitié des Parisiens. Le 21 juillet, à la suite d’une rixe de taverne qui dégénère en combat de rue, trente-quatre archers anglais sont massacrés. Les Parisiens en armes en saisissent quatre cents qu’ils veulent soumettre à rançon.
Le lendemain, Étienne Marcel, Robert Le Coq et Charles de Navarre réunissent la population place de Grève pour calmer les esprits, mais les événements leur échappent et la foule réclame de se débarrasser des Anglais.
Pour maîtriser la foule (8 000 piétons et 1 600 cavaliers en arme), ils la conduisent par groupes distincts vers les mercenaires en embuscade ; ceux-ci taillent les Parisiens en pièces : 600 à 700 meurent dans ces affrontements. Les Parisiens suspectent Charles de Navarre d’avoir prévenu les mercenaires de leur arrivée (il les a quittés avant le combat). Leurs chefs soutenant les ennemis du pays contre le régent et contre la population, les Parisiens se sentent trahis et se désolidarisent d’Étienne Marcel, d’autant que Charles de Navarre attend son frère Philippe et des renforts anglais. Mais la nouvelle du massacre des Parisiens fait vite le tour de la ville et Étienne Marcel est hué à son retour à Paris.

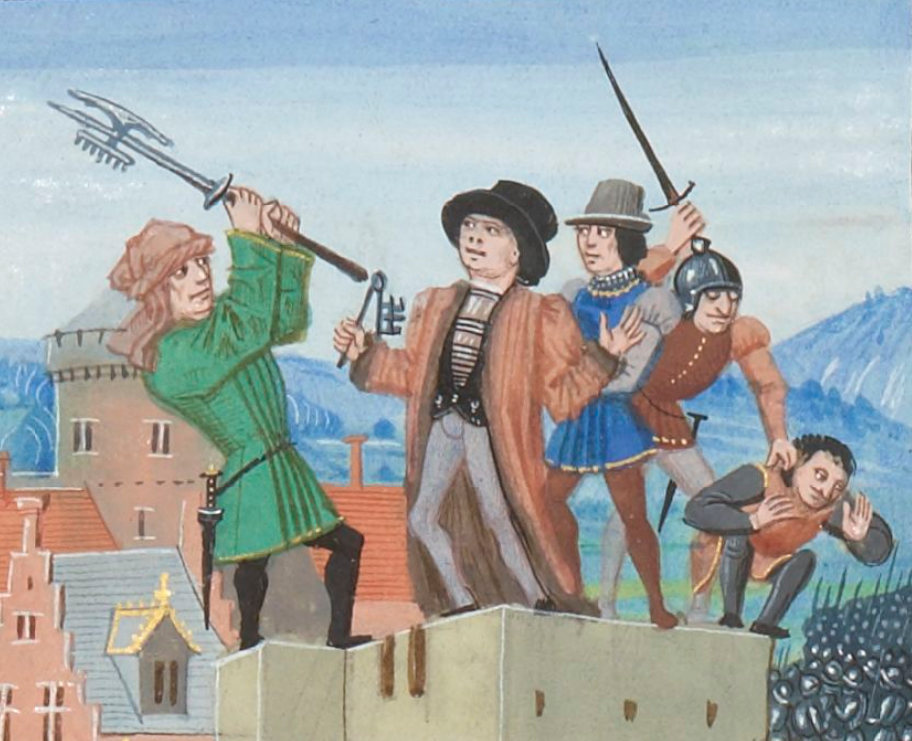
Assassinat d'Étienne Marcel par Jean Maillard, le 31 juillet 1358 (détail).
Enluminure de Loyset Liédet ornant les Chroniques de Froissart, Paris, BnF, ms. français 2643,, XVe siècle.

La rumeur enfle rapidement : on dit que Philippe de Navarre arrive avec 10 000 Anglais. Les Parisiens redoutent qu’ils ne vengent leurs camarades et pillent la ville. Préparant l’entrée des Navarrais, Étienne Marcel fait marquer les maisons de ceux qu’il suspecte de sympathie pour le régent dans la nuit du 30 au 31 juillet. Mais les signes sont découverts et la suspicion à son égard augmente encore.
L'échevin Jean Maillard, aidé de Jehan Pastoret, président du Parlement de Paris, et du gentilhomme et chevalier Pépin des Essart, convainquent les bourgeois de demander l’aide du régent. Le 31 juillet 1358, à l’aube, Étienne Marcel, qui se trouve en compagnie du trésorier de Charles de Navarre, essaye de se faire remettre les clefs de la porte de Saint-Denis mais se heurte au refus de Jean Maillard. N’insistant pas, il tente sa chance à la porte Saint-Antoine, mais Jean Maillart a sonné l’alerte et rameute le plus de gens possible : Étienne Marcel, surpris, est sommé de crier « Montjoie au roi et au duc. ». Après hésitation, il s’écrie « Montjoie au roi. » Il est apostrophé, la foule gronde. Son sort est déjà scellé : au signal convenu (« Qu’est-ce que ceci ? »), il est massacré avec ses suivants.
Le dauphin, qui ne croit plus en une reddition, est en train de se diriger vers le Dauphiné, quand on lui apprend les nouvelles en provenance de Paris. Il entre dans Paris le 2 août triomphalement. Il a les mains propres. Pardonnant aux Parisiens (il n’y a que très peu de répression, seules quinze personnes sont exécutées pour trahison), il veille à ne pas spolier les proches des exécutés tout en récompensant ses alliés. Par exemple, la riche veuve de l’échevin Charles Toussac, exécuté le 2 août, est mariée avec Pierre de Dormans : le roi récompense Jean de Dormans (un de ses fidèles) en plaçant son frère et il conserve son héritage à la veuve de son opposant.
À la suite de cet événement, tous les bourgeois de Paris se rallient à Charles V, sauf les plus proches alliés d'Étienne, la famille Pisdoe dont le chef de famille est Jean Pisdoe, ancien prévôt des marchands, qui reprend contact avec Charles II de Navarre et décide d'envoyer son fils, Martin Pisdoe, assassiner Charles V au Louvre. Martin est trahi, il est arrêté et écartelé, et les Pisdoe, l'une des plus puissantes dynasties parisiennes, proche de la couronne depuis plus d'un siècle, sont exilés et leurs biens sont confisqués,.

## Conséquences de l’échec d’Étienne Marcel

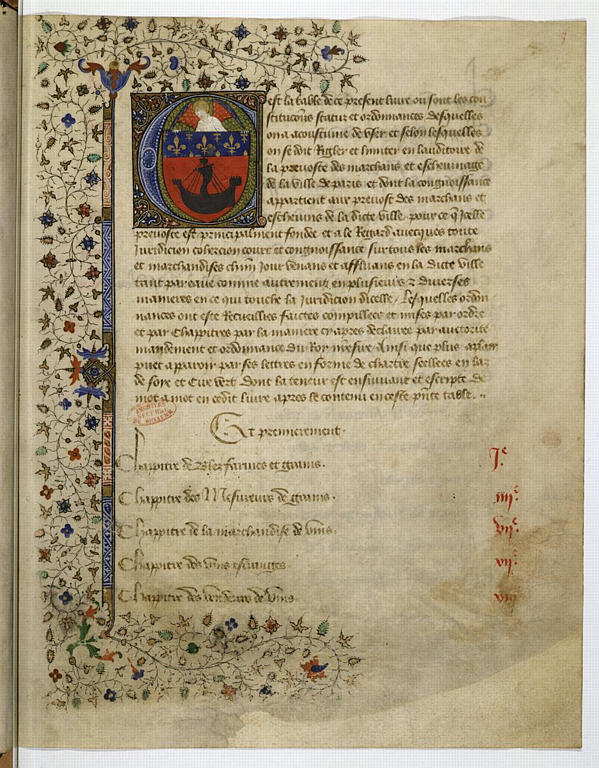
Recueil des ordonnances de la prévôté des marchands de Paris, 1416.

### La Prévôté des marchands de Paris subordonnée au roi
La prévôté d’Étienne Marcel marque l’apogée du rôle politique de la charge de prévôt des marchands de Paris.
En 1382, des émeutes antifiscales éclatent en France où les impôts restent élevés malgré le retour de la paix. Les artisans rouennais se révoltent lors des harelles. Une émeute éclate le 1er mars 1382 à Paris. La foule prend possession de 2 000 à 3 000 maillets (d’où le nom révolte des maillotins) entreposés à l’Hôtel de Ville en prévision d’une attaque. Ils libèrent ensuite Hugues Aubriot qui fut prévôt de Paris sous Charles V, mais celui-ci refuse de prendre la tête du mouvement. Sans chef, la révolte, qui tourne court, est vite réprimée par le prévôt de Paris, Audouin Chauveron, successeur d'Aubriot, alors que, dirigée par un personnage de la trempe d’Étienne Marcel, elle eut pu se propager à toutes les villes du royaume. En 1383, à la suite de la révolte avortée des maillotins, la prévôté des marchands est confondue avec la prévôté de Paris et les juridictions des métiers dissoutes.
En 1413, les Parisiens tentent une nouvelle fois d’instaurer un régime de monarchie contrôlée : les cabochiens, soutenus par Jean sans Peur et l’université de Paris, imposent à Charles VI l’ordonnance cabochienne, qui reprend les principes de la Grande ordonnance de 1357. Mais les exactions des cabochiens désolidarisent les Parisiens et cette révolte est sévèrement réprimée par les Armagnacs. Sa durée d’application est tout aussi courte que celle de la Grande ordonnance de 1357.
Partiellement reconstituée en 1409, la prévôté des marchands reste dès lors subordonnée au roi. Les prévôts sont de plus recrutés parmi les officiers royaux (gens de justice ou de finance), jusqu’à la suppression de la fonction par la Révolution française. Le pouvoir central reste toujours méfiant face au risque de reconstitution d’un pouvoir parisien fort.

### La voie ouverte à une monarchie forte

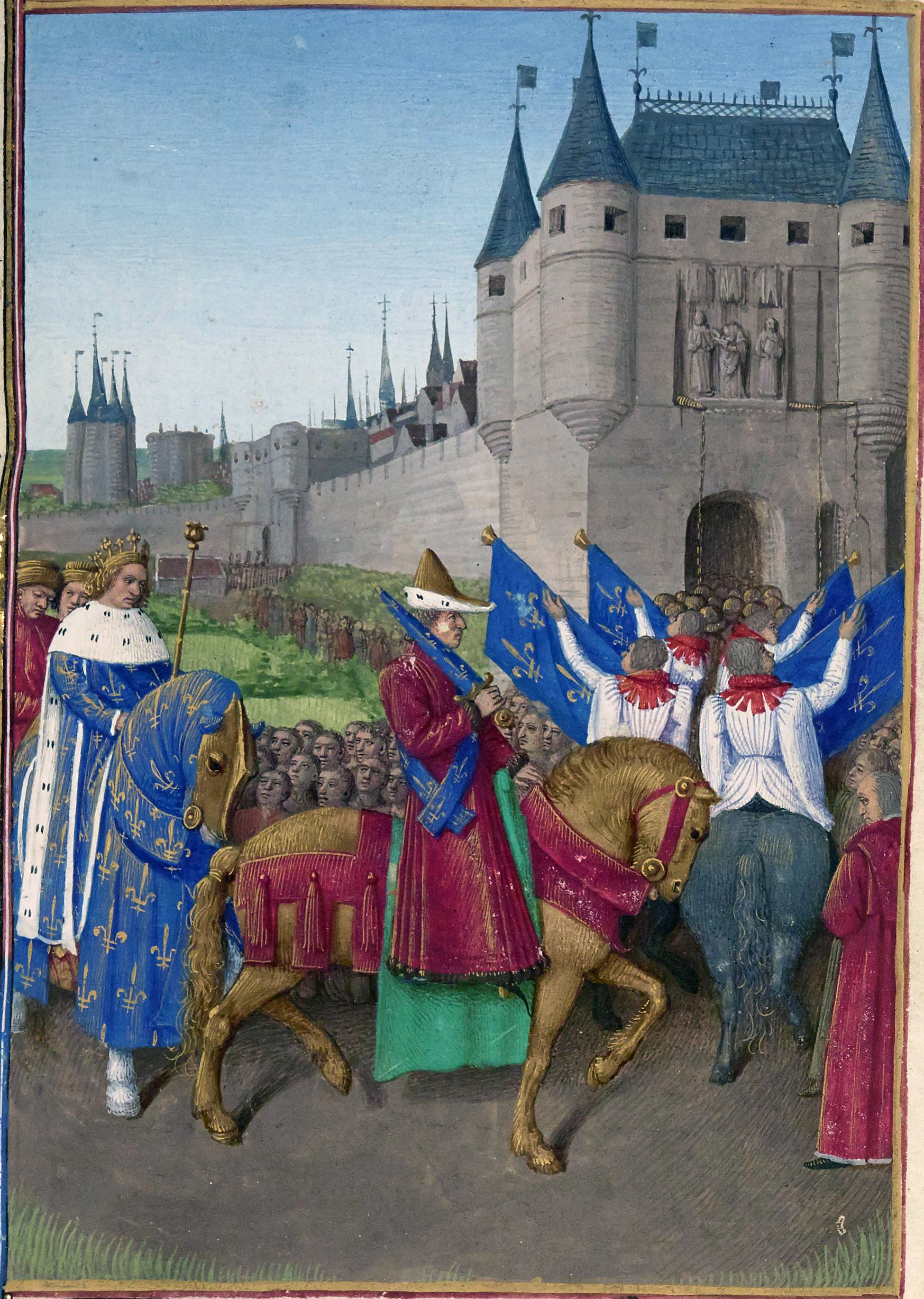
Charles entre en vainqueur dans Paris le 2 août 1358. Miniature de Jean Fouquet tirée des Grandes Chroniques de France, vers 1455-1460.

Charles V est profondément marqué par les révoltes parisiennes de 1358 durant lesquelles il fut menacé physiquement, notamment durant la journée du 22 février, et fait ériger la Bastille sur ses fonds propres. Cette forteresse a deux fonctions : elle prévient toute invasion par la porte Saint-Antoine, protégeant aussi l’hôtel Saint-Pol, séjour préféré de la famille royale ; en cas d’insurrection dans la capitale, elle couvre la route qui mène au château de Vincennes qui lui sert de résidence hors les murs de Paris.
La mort brutale d’Étienne Marcel met aussi fin à la tentative de mise en place d’une monarchie contrôlée en France au XIVe siècle. Constatant l’échec de cette tentative qu’il a soutenu au départ, Charles V opte pour un régime monarchique, fondé sur l’État de droit (la justice étant l’un des piliers du prestige royal depuis Saint Louis), la décentralisation (via la politique des apanages) et la garantie par l’État de la sécurité physique (par l’instauration d’une armée permanente) et monétaire (par la création du franc).
Il finance cette politique qui restaure l’autorité royale par l’instauration d’impôts permanents.
Le commerce en France ne pouvant se faire sans la sécurisation des axes commerciaux terrestres, la bourgeoisie finit par accepter un État fort financé par une fiscalité lourde qui évolue progressivement vers l’absolutisme du XVIIe siècle.

### La suppression des unités d'archerie
De manière plus générale, la révolte parisienne, la jacquerie ou plus tard la révolte des paysans anglais de 1390, représentent une menace pour l’ordre social féodal. Or la formation en masse d’archers ou d’arbalétriers dans la population et de garnisons pour défendre les villes contre les chevauchées anglaises, donnent un poids militaire à d’autres classes sociales qu'à la seule noblesse. C’est pour cette raison qu’en France, sous Charles VI, la noblesse demande et obtient la suppression des archers formés après décision de Charles V, ce qui vaut aux Français d’être à nouveau massacrés et surclassés par les archers anglais à la bataille d’Azincourt.

### Postérité politique et artistique

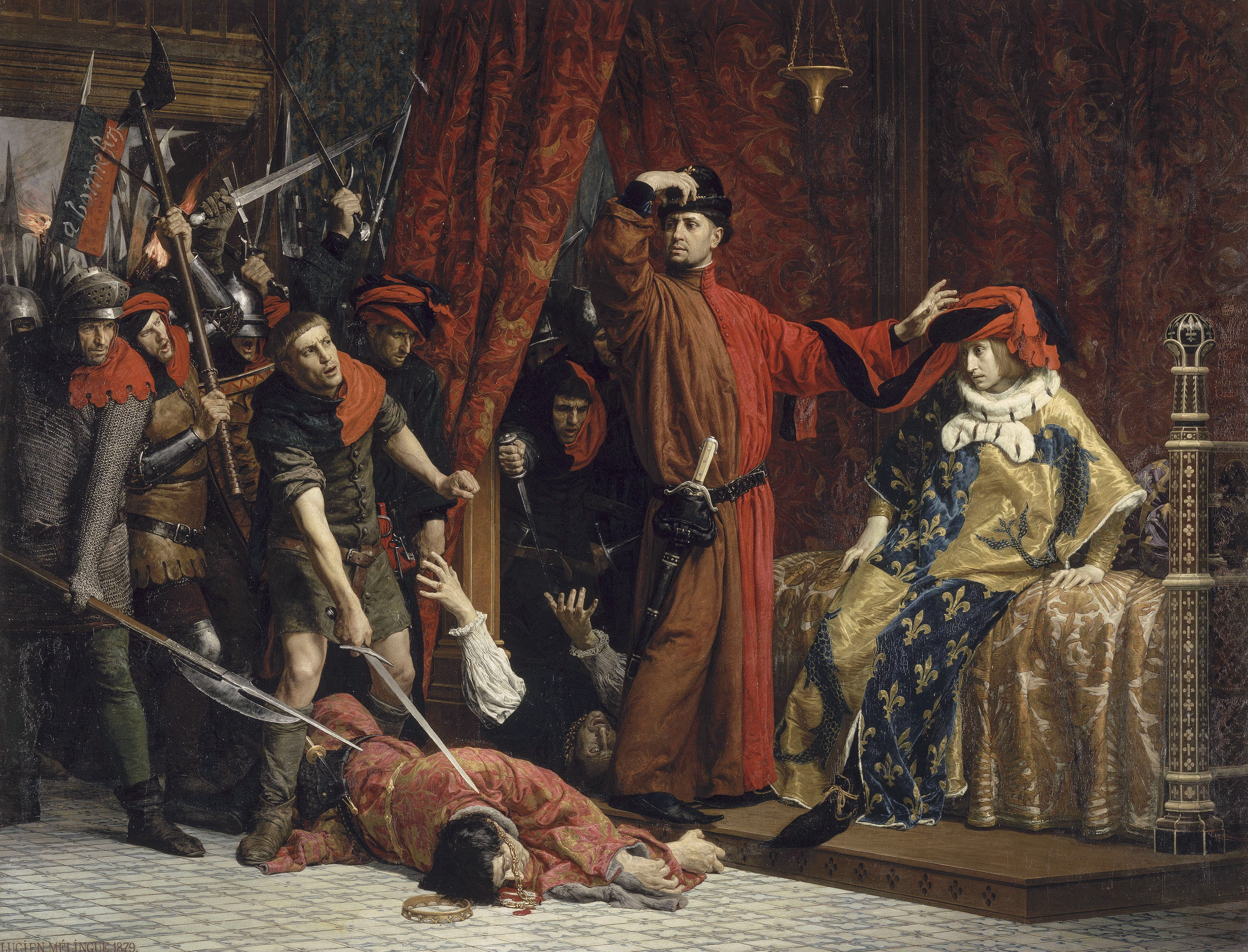
Le prévôt des marchands Étienne Marcel et le dauphin Charles, huile sur toile de Lucien-Étienne Mélingue, 1879.

Étienne Marcel revient comme figure emblématique sous la Révolution. Lorsque le 17 juillet 1789, Louis XVI est reçu à l’Hôtel de Ville par le nouveau maire Jean-Sylvain Bailly, il doit porter la cocarde bleue et rouge aux couleurs de Paris. La Fayette, qui la lui remet, y rajoute, par respect pour le roi, le blanc, sa couleur (ces trois couleurs deviennent celles du drapeau national le 15 février 1794). La scène n’est pas sans rappeler Charles V coiffé du chaperon bleu et rouge le 22 février 1358.
Étienne Marcel devient un mythe républicain à la fin du XIXe siècle quand la IIIe République à ses débuts recherche dans l’histoire nationale des champions de la liberté et de la nation comme Jeanne d’Arc ou Vercingétorix. Dans l'intervalle, il incarne le révolutionnaire et, comme l’ont noté Michel Mollat du Jourdin et Philippe Wolff : « Jusqu’au XIXe siècle, Étienne Marcel et les jacques ont été condamnés comme des révoltés, destructeurs de l’ordre établi.

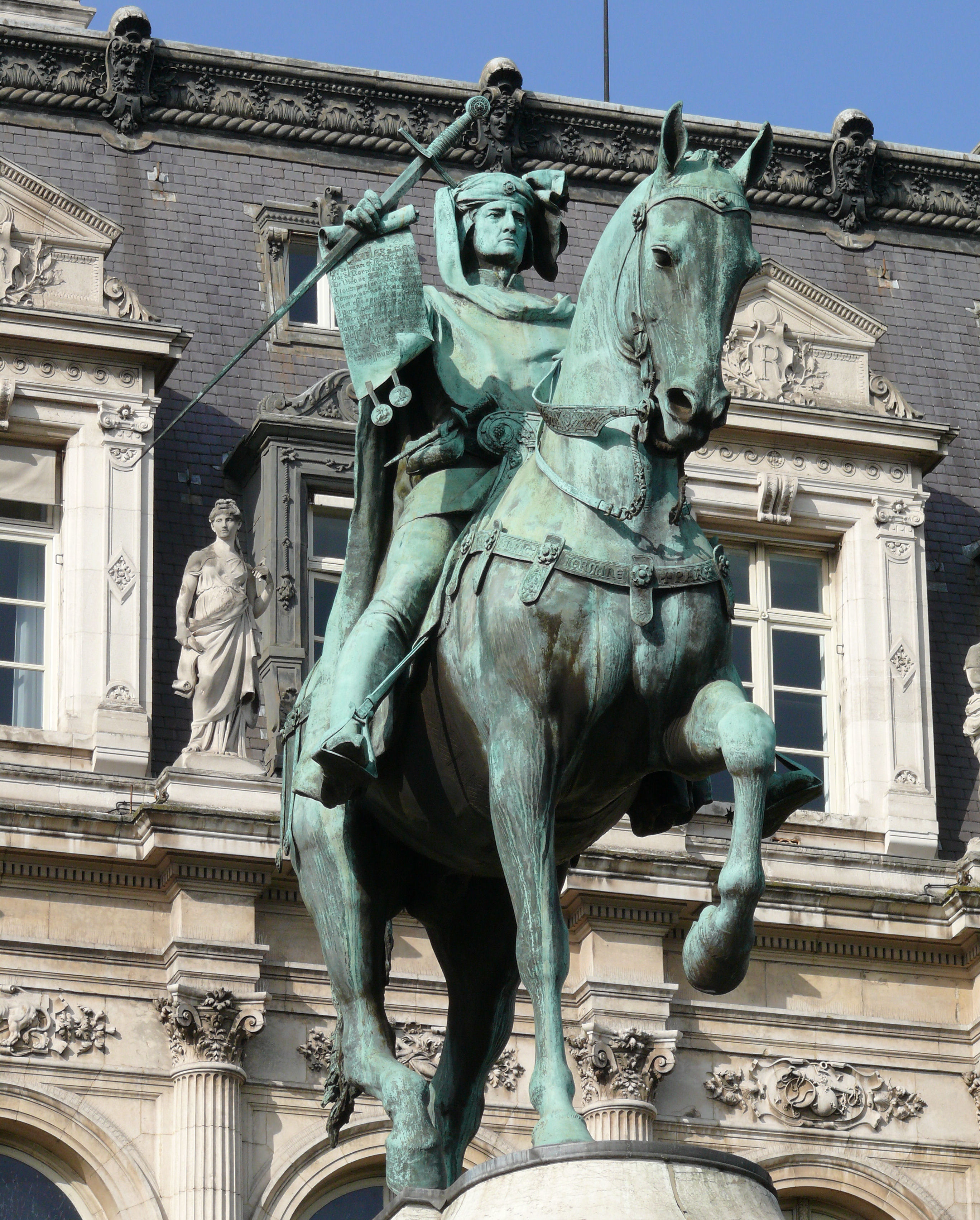
Statue équestre d'Étienne Marcel aux abords de l'hôtel de ville de Paris (jardin des Combattants-de-la-Nueve), 1888.

 L’histoire romantique en a fait des héros, ancêtres lointains de la Révolution : Étienne Marcel, représentant la bourgeoisie avec son efficacité et ses vues d’avenir (…) ». Ses origines bourgeoises, mais aussi le fait qu’il se soit affirmé comme le défenseur des petits artisans contre les puissants, en fait un « démocrate » avant l’heure (c’est principalement parce qu’il a la rue derrière lui, qu’il a un tel poids politique en 1358) qui est plus mis en avant que d’autres figures telles que Robert le Coq, membre du clergé, ou Charles le Mauvais, issu de l’aristocratie, qui ont eu pourtant un rôle au moins aussi important à la même époque. L’historiographie républicaine, puis marxiste, a souvent usé d’anachronisme pour construire la légende du héros, « l’un des plus illustres citoyens de la Gaule », « Danton du XIVe siècle » qui « fit créer par les états une quasi-république » ».
Dès lors, les honneurs vont pleuvoir. La rue Étienne-Marcel, voie parisienne située sur la frontière entre le 1er et le 2e arrondissements, entre le boulevard de Sébastopol et la rue Montorgueil, est ouverte à partir de 1858. En avril 1908, une station de la ligne 4 du métro de Paris portera également son nom.
En 1879, Camille Saint-Saëns écrit un opéra en quatre actes, Étienne Marcel.
G. Champagne lui consacre en 1884 une pièce au titre évocateur, Étienne Marcel, ou le défenseur du peuple.
La fameuse statue équestre des jardins de l'hôtel de ville de Paris, inaugurée le 14 juillet 1888, prolonge cette ferveur autour de la figure d'Étienne Marcel.
En 2011, le nom d’Étienne Marcel est utilisé pour créer un laboratoire d'idées et un prix annuel, le prix de l'entrepreneuriat responsable dans les Petites et Moyennes Entreprises (PME).

### Sources primaires imprimées
- Siméon Luce, « Pièces inédites relatives à Étienne Marcel et à quelques-uns de ses principaux adhérents », Bibliothèque de l'École des chartes, Paris, Librairie J.-B. Dumoulin, 5e série, t. Ier (21e année),‎ 1860, p. 73-92 (lire en ligne).